# Omegainsel
Die Omegainsel (früher Melchior Island), auch Isla Sobral genannt, ist eine etwa 10 km² große, überwiegend mit Eis bedeckte, unbewohnte Insel der Melchior-Inseln auf der westlichen Seite der Antarktischen Halbinsel im Südpolarmeer. Ihre höchste Erhebung mit 183 Metern liegt im Südteil der Insel.

## Geschichte
Die flächenmäßig größte Insel der Melchior-Inseln wurde vermutlich von dem deutschen Walfänger Eduard Dallmann, dem die Entdeckung der gesamten Inselgruppe zugeschrieben wird, im antarktischen Sommer 1873/74 entdeckt.
Der heutige Name der Insel – bis etwa 1946 wurde sie Melchior Island genannt – ist auf die alternative Benennung der Insel bei einer argentinischen Antarktisexpedition in den Jahren 1942 und 1943 zurückzuführen. Die Neubezeichnung war erforderlich, als die gesamte Inselgruppe den offiziellen Namen Melchior Islands erhielt.

## Sonstiges
Die Omegainsel wurde und wird im Rahmen von Antarktis-Kreuzfahrten häufig angesteuert. Da das Gebiet um die Insel mit gebrochenem Eis übersät ist, kann es nur mit Schlauchbooten angefahren werden. Die Hauptattraktion ist dabei, neben der Beobachtung der zahlreichen Weddell-Robben, ein kleiner Fjord, welcher direkt an einer sehenswerten Abbruchkante eines Gletschers endet.
Im Zuge einer solchen Schlauchbootfahrt entdeckten Crew und Passagiere der Bremen im Februar 2003 eine neue Insel, die später offiziell nach dem Schiff benannte Bremeninsel, welche nur durch den schmalen Bremenkanal von der östlich angrenzenden Omegainsel getrennt ist. Bis zu diesem Zeitpunkt ging man davon aus, dass das Gebiet der Bremeninsel ein Bestandteil der Omegainsel ist.